# Yoshi's New Island
Yoshi's New Island (ヨッシー New アイランド?, Yosshī Nyū Airando) è un videogioco a piattaforme sviluppato da Arzest e pubblicato dalla Nintendo in esclusiva per la console Nintendo 3DS, successore di Yoshi's Island DS, uscito nel 2006. Il titolo è stato distribuito in Europa e Nord America a partire dal 14 marzo 2014.

## Trama
La storia è simile al primo capitolo della serie: gli Yoshi e Baby Mario dovranno salvare Baby Luigi, rapito da Kamek per ordine di Baby Bowser, ma questa volta dovranno a che vedersela anche con il Bowser adulto apparso in Yoshi's Island DS.

## Personaggi
In questo gioco riappariranno i seguenti personaggi:
- Yoshi:  dinosauro verde, protagonista di questa avventura in grafica 3D insieme a molti altri Yoshi di diverso colore
- Baby Mario: piccolo bambino e futuro eroe del regno dei funghi, che Yoshi dovrà trasportare durante la sua avventura
- Baby Luigi: fratello di Mario anch'egli ancora bambino e vittima del rapimento attuato da Kamek e Baby Bowser
- Baby Bowser: antagonista del gioco e malvagio principe della sua specie, i Koopa. Essendo responsabile del rapimento di Baby Luigi, presenta l'aspetto di Bowser Jr., il suo futuro figlio.
- Kamek: Magikoopa al servo di Bowser e principale nemico in questo gioco.
- Bowser: versione adulta di Baby Bowser e futuro nemico di Mario.

## Recensioni
- GameRankings : 65,80%
- Metacritic : 64%
- Gameplanet : 6.5/10
- VideoGamer : 4/10
- IGN : 7.9/10
- Nintendo Life : 5/10
- Eurogamer : 4/10
- VideoGamer : 4/10
- GameSpot : 5/10

Yoshi's New Island ha avuto recensioni miste. Molte aziende infatti l'hanno consigliato solo ai bambini minori di 10 anni (quindi ai bambini piccoli) e l'hanno definito un gioco <<terribile e noioso>> soprattutto per gli adolescenti.